# Широкое (Чечерский район)
Широкое (бел. Шырокае) — деревня в Чечерском районе Гомельской области Белоруссии. Входит в состав Меркуловичского сельсовета.
Неподалёку месторождения мела.

## География

### Расположение
В 22 км на северо-запад от Чечерска, 44 км от железнодорожной станции Буда-Кошелёвская (на линии Гомель — Жлобин), 73 км от Гомеля.

### Гидрография
На востоке мелиоративный канал, соединённый с рекой Чечора (приток реки Сож).

## Транспортная сеть
Транспортные связи по просёлочной, а затем автодороге Чечерск — Рысков. Планировка состоит из короткой прямолинейной, почти широтной улицы, застроенной двусторонне, деревянными усадьбами.

## История
Согласно письменным источникам известна с XIX века как селение в Меркуловичской волости Рогачёвского уезда Могилёвской губернии. Согласно переписи 1897 года работал хлебозапасный магазин. В 1909 году 536 десятин земли, работала мельница.
В 1929 году организован колхоз. 40 жителей погибли на фронтах Великой Отечественной войны. Согласно переписи 1959 года в составе совхоза «Ботвиново» (центр — деревня Ботвиново). Действовала библиотека.

## Население

### Численность
- 2004 год — 19 хозяйств, 26 жителей.

### Динамика
- 1897 год — 41 двор, 280 жителей (согласно переписи).
- 1909 год — 344 жителя.
- 1959 год — 267 жителей (согласно переписи).
- 2004 год — 19 хозяйств, 26 жителей.